# さくら（二〇二〇合唱）/最悪な春
『さくら（二〇二〇合唱）/最悪な春』（さくらにーまるにーまるがっしょう/さいあくなはる）は、森山直太朗22枚目のシングルでダブル表題曲シングル。
2021年3月17日発売。発売元はユニバーサルミュージック。

## 概要
大塚製薬「カロリーメイト」CMソング。2020年カロリーメイトCM「見えないもの」篇の為、特別に新録音、2021年2月に先行配信した「さくら（二〇二〇合唱）」、同年5月配信限定楽曲「最悪な春（弾き語り）」をバンド編成で新録音した「最悪な春」の2曲から構成される両A面シングル。「最悪な春（朗読）」に女優の安藤サクラが参加。

## パッケージ仕様
DVD付初回限定盤、UNIVERSAL MUSIC STORE限定盤（DVD付初回限定盤+森山直筆「よくがんばりました」マーク入りオリジナル・デザインマスク）、通常盤の3形態で発売。各形態初回プレス盤に、森山直筆「よくがんばりました」マーク入りオリジナル・ステッカー付。初回限定盤は透明フィルムを使用したマスクのギミック付ジャケット仕様。DVDは2020年7月22日、Blue Note Tokyoで行われた、初の無観客生配信ライブ11曲を完全収録。更にカロリーメイトCM 「見えないもの」篇フルバージョン、さくら（二〇二〇合唱）のレコーディング・ドキュメンタリーを収録。

## 収録曲
全曲 作曲：森山直太朗

### CD
1. さくら（二〇二〇合唱） 作詞：森山直太朗/御徒町凧、編曲：アベタカヒロ
2. 最悪な春（朗読） 朗読：安藤サクラ
3. 最悪な春 作詞：御徒町凧、編曲：Michael Kaneko
4. さくら（二〇二〇伴奏） - Instrumental

### DVD「すぐそこにNEW DAYS in Blue Note Tokyo」配信ライブ
1. しまった生まれてきちまった
2. レスター
3. 愛し君へ
4. 糧
5. 風曜日
6. することないから
7. すぐそこにNEW DAYS
8. 君は五番目の季節
9. 最悪な春
10. 生きてることが辛いなら
11. フューズ
12. カロリーメイトCM 「見えないもの」篇 フルバージョン
13. さくら（二〇二〇合唱）（レコーディング・ドキュメンタリー）